# Ульф, Франц
Франц Фёдорович Ульф (Вульф) (ум. 28 марта 1681) — военный деятель XVII века, генерал русской службы (с 1675 года).

## Биография
Выехал в Россию из Вестфалии, вероятно в 1661 году. В 1660-х годах — полковник рейтарского полка в Белгородском разрядном полку. В 1665 году был обвинён подчинёнными в жестоком обращении. Примерно в это же время вместе с полковниками Яганом Фанзагером и Дириком Графом пытался добиться выплаты жалованья и покинуть русскую службу, однако изменил решение после частичного удовлетворения требований.
Участвовал в подавлении восстания Степана Разина, в 1670 году действуя с полком в районе Тамбова.
В ходе Русско-турецкой войны в 1673—1675 годах командовал Усманским солдатским полком, располагавшимся вдоль течения реки Воронеж. Отличившись в кампаниях 1673 и 1674 годов, в 1675 году получил чин генерал-майора, при этом царь Алексей Михайлович велел «писать его енаралом, и полковником, и полуполковником, и майором, и поручиком за многую службу Великому Государю».
После этого был назначен командиром рейтарского и солдатского полков Белгородского разрядного полка. «Для повышения чину» ходатайствовал о формировании при рейтарском полку копейной шквадроны и передаче под своё командование ещё и полка драгун. Полностью просьба была удовлетворена только в 1677 году с передачей драгунского полка, которым ранее командовал полковник Любим Вязевский.
Участвовал со своими полками в Чигиринском походе 1678 года, принимал активное участие в обороне Чигирина, при оставлении города находился в арьергарде. Позднее был отправлен в Киев во главе тысячи солдат, что помогло предотвратить нападение турецких войск на этот город.
В 1680 году уже имел чин генерал-поручика. В 1681 году командовал копейщиками и рейтарами Севского разрядного полка. Умер 28 марта (по старому стилю) того же 1681 года, его преемником в качестве командира стал А. Ф. Траурнихт.
Был женат, детей не имел.